# Rush
Rush fue una banda canadiense de rock progresivo formada en 1968 en Toronto, Ontario. La formación se mantuvo estable desde 1974, cuando Neil Peart reemplazó al baterista original, John Rutsey, antes de su primera gira estadounidense. Estuvo integrada por el bajista, teclista y cantante Geddy Lee, el guitarrista Alex Lifeson y el batería y letrista Neil Peart.
Desde el lanzamiento de su primer sencillo en 1973 y álbum debut homónimo en marzo de 1974, han sido reconocidos por su maestría musical, por sus complejas composiciones y por la ecléctica temática de sus letras, dominadas por la ciencia ficción, la fantasía, la filosofía libertaria y desarrollando también temas humanitarios, sociales, emocionales y medioambientales.
Musicalmente, su estilo ha evolucionado a lo largo de los años; en sus primeros álbumes muestran una influencia del heavy metal inspirado en el blues muy semejante a los primeros trabajos hechos por Budgie. Luego incursionaron en el hard rock y rock progresivo, y tuvieron un período en el que predominó el uso de sintetizadores. Han influido a numerosos artistas y bandas, como Metallica, The Smashing Pumpkins y Primus, además de bandas de metal progresivo como Queensrÿche, Dream Theater y Symphony X.
En 2004, sus ventas totales a nivel mundial se estimaron en cuarenta millones de copias. Hasta 2009, la banda había vendido solo en los Estados Unidos veinticinco millones de álbumes, según la agencia de certificación RIAA, que los sitúa en su lista de artistas con más ventas, y que les ha otorgado 24 discos de oro y 14 de platino, 3 de ellos de multiplatino (más de dos millones de copias vendidas) por los álbumes de estudio 2112 (1976), Moving Pictures (1981) y el recopilatorio doble Chronicles (1990). Según la RIAA, son también una de las bandas en obtener más certificaciones de oro o platino consecutivas detrás de bandas como The Beatles, The Rolling Stones o Aerosmith. Desde 1974 a 2012 han editado 20 álbumes de estudio, 9 álbumes en directo y 8 álbumes recopilatorios.
Han recibido seis premios canadienses Juno, además de entrar en el Canadian Music Hall of Fame en 1994. Han sido nominados siete veces al Grammy, cinco de ellas a Mejor actuación de rock instrumental, las dos últimas en 2008 y 2009. Sus miembros son considerados instrumentistas habilidosos y han recibido individualmente reconocimientos de prestigiosas revistas. El 18 de abril de 2013 fueron incluidos en el Salón de la Fama del Rock.
En marzo del 2016, Lifeson confirmó que la banda no haría más giras mundiales debido a problemas de salud de Peart. Finalmente, en enero de 2018, Lifeson confirmó que tampoco se dedicaría a grabar más discos, y concluyó: "básicamente ya terminamos. Luego de 41 años, ya fue suficiente".

## Historia

### Formación Clásica y primer álbum (1968–1974)
Se formó originalmente en 1968 en Ontario, Canadá, integrada por Alex Lifeson, Jeff Jones y John Rutsey. Dos semanas después de su formación, justo antes de su segundo concierto, el bajista y vocalista Jones fue reemplazado por Geddy Lee, un amigo del colegio de Lifeson. Inicialmente su representante era Ray Danniels, un mánager que había visto sus primeros conciertos en Toronto.
Afianzada la formación y afinadas sus habilidades en los bares locales, en 1973 lanzaron su primer sencillo, "Not Fade Away", una versión del tema de Buddy Holly. La cara B era una composición original, "You Can't Fight It", compuesta por Rutsey y Lee. El sencillo tuvo un recibimiento tibio y, debido a diferencias con la compañía discográfica, formaron su propio sello independiente, Moon Records. Con la ayuda de Danniels y el ingeniero de sonido Terry Brown, en 1974 lanzaron su álbum debut con grandes influencias de Led Zeppelin. El álbum Rush tuvo una limitada popularidad local hasta que la emisora de radio de Cleveland, Ohio, WMMS, comenzó a radiarlo. Donna Halper, disc jockey y directiva de dicha emisora de radio, seleccionó la canción "Working Man" como uno de sus temas habituales. La temática obrera de la canción ayudó a que gustara entre los seguidores del hard rock y a que el álbum se relanzara a través de Mercury Records en Estados Unidos.

### La llegada de Neil Peart (1974 - 1976)
Después del lanzamiento de su primer álbum, Rutsey tuvo que ser reemplazado en julio de 1974 debido a su diabetes ya que bebía y no cuidaba de su salud, por lo que el mánager Vic Wilson habló con Geddy, Alex y Ray aconsejando que debían reemplazar a Rutsey por su salud, si no deseaban regresarlo de la gira a casa en un ataúd. Fue el mismo Wilson quien habló con Rutsey, quien a su vez se sintió devastado por la noticia, pero comprendió perfectamente la situación. Ahora, con una gira en puerta en 2 semanas, debían conseguir el sustituto de Rutsey. Para sustituirlo el resto del grupo llevó a cabo una serie de audiciones y, finalmente, contrataron a Neil Peart para reemplazar a Rutsey. Peart se unió oficialmente el 29 de julio de 1974, dos semanas antes de su primera gira estadounidense. Hicieron su primer concierto juntos, como teloneros de Uriah Heep y Manfred Mann ante más de once mil personas en el Civic Arena de Pittsburgh, Pensilvania el 14 de agosto. Además de convertirse en el baterista, Peart se convirtió en el principal letrista, en detrimento de Lee, que mostraba poco interés en escribir, a pesar de haber firmado las letras del álbum debut. El propio Lee, junto a Lifeson, se centró en los aspectos musicales. Fly by Night (1975), el primer álbum después del reclutamiento de Peart, incluyó por primera vez una pequeña historia épica, llamada "By-Tor and the Snow Dog", repleta de complejos arreglos y de formatos multisección. Los temas de las letras sufrieron grandes cambios con Peart, debido a su interés por la literatura fantástica y la ciencia ficción. Aun así, a pesar de estas diferencias, parte de la música y de las canciones tenían similitudes con el estilo de blues que usaron en el álbum debut.

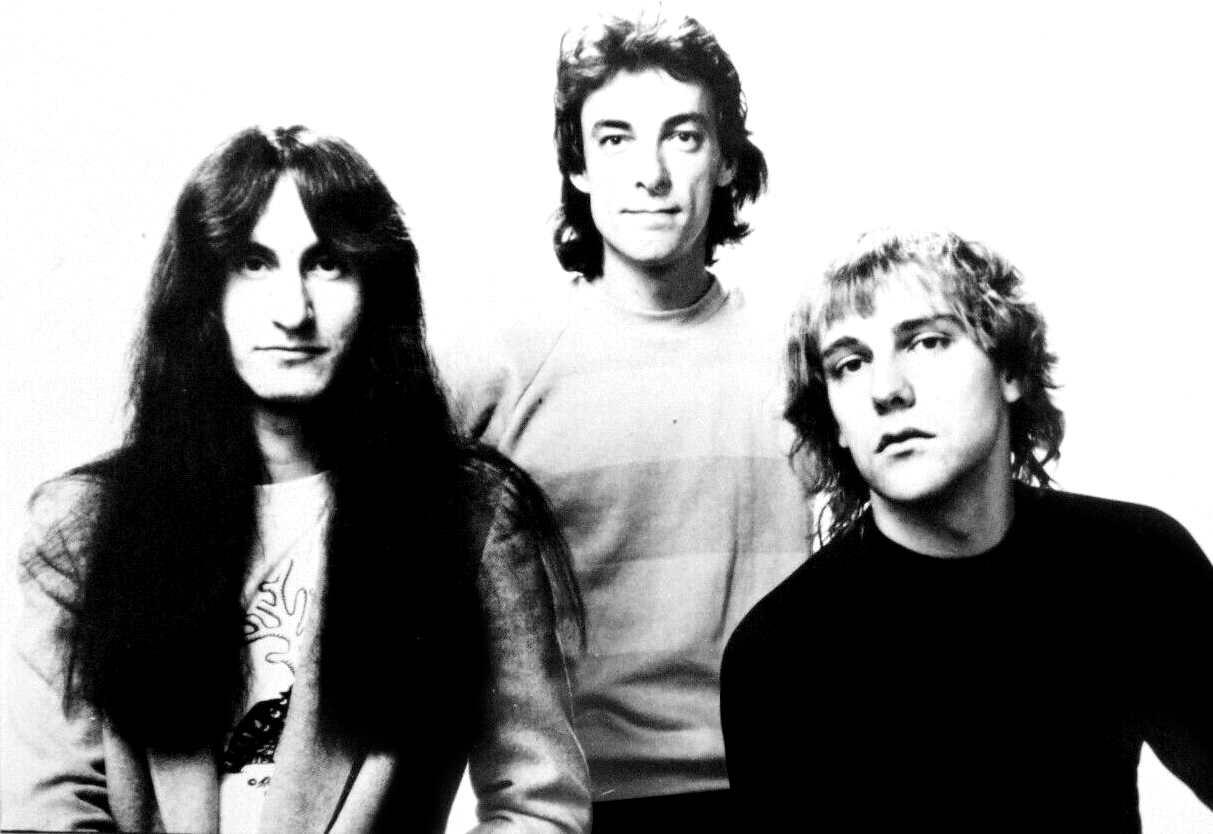
Rush en los años 70s: Geddy Lee, Neil Peart, Alex Lifeson.

Poco después del lanzamiento de Fly by Night, sacaron al mercado Caress of Steel, también en 1975, un álbum de hard rock de cinco temas con dos canciones de múltiples piezas, "The Necromancer" y "The Fountain of Lamneth". Algunos críticos dijeron de Caress of Steel que desentonaba, pero que era un movimiento audaz, debido al lanzamiento de dos álbumes consecutivos tan dispares, además de por sus canciones, más dedicadas a las historias y atmósferas. Aunque la intención era que el álbum fuera el pistoletazo de salida de la banda, Caress of Steel vendió menos de lo esperado y la gira de promoción ("Down the Tubes Tour") se tuvo que hacer en recintos pequeños. En vista de esto, su discográfica les presionó para que su siguiente trabajo fuese más asequible para el público y más cercano a las modas de la época. Pero, ignorando estas peticiones, realizaron el álbum 2112, el cual se convirtió en su primer éxito comercial y su primer disco de platino en Canadá. Su gira de promoción culminó con tres actuaciones en el Massey Hall de Toronto, que fueron grabadas para el lanzamiento del álbum llamado All the World's a Stage en directo. El crítico de allmusic.com, Greg Prato, lo señaló como el álbum que marca los límites entre sus primeros años y la siguiente era de su música.

### Rock progresivo: Primer giro radical (1977–1982)
Después de 2112, se establecieron en el Reino Unido para grabar A Farewell to Kings (1977) y Hemispheres (1978), en los Rockfield Studios de Gales. Estos álbumes sirvieron para que expandieran el uso de elementos progresivos en su música. Sellos de identidad como el uso de sintetizadores, largas canciones conceptuales y complejos cambios de tempo se convirtieron en el nexo de sus composiciones. Para conseguir un registro de sonidos más amplio y progresivo, Alex Lifeson comenzó a experimentar con guitarras clásicas y de doce cuerdas, mientras que Geddy Lee añadió sintetizadores con pedal y Minimoogs. Asimismo, la percusión de Peart se tornó más diversa con triángulos, glockenspiel, temple blocks, cencerros, timbal de concierto, gong y campanas tubulares. Además de las adiciones instrumentales, siguieron los pasos del incipiente movimiento del rock progresivo componiendo canciones largas y conceptuales con temas de fantasía o ciencia ficción. Sin embargo, a medida que se acercaba la nueva década, comenzó a alejarse de este estilo en favor de arreglos más cortos y, a menudo, más suaves. Las letras hasta este punto, mayoritariamente escritas por Peart, estaban fuertemente influidas por la poesía clásica, la literatura fantástica, la ciencia ficción y los escritos de la novelista Ayn Rand, como en su canción de 1975 "Anthem", proveniente del álbum Fly By Night, y específicamente reconocible en 2112.
Permanent Waves (1980) cambió drásticamente su estilo musical con la inclusión del reggae y el new wave. Aunque aún era evidente su estilo hard rock, se introducían cada vez más sintetizadores. Además, en parte por la poca radiodifusión que recibieron las largas canciones compuestas hasta el momento, Permanent Waves incluyó canciones más cortas como "The Spirit of Radio", "Freewill" que ayudaron a que se convirtiese en su primer álbum en entrar en el Top 5 de Estados Unidos; ambas canciones siguen sonando en las radios de rock clásico de Canadá y Estados Unidos hoy en día. Mientras tanto, las letras de Peart pasaron a ser menos fantásticas o alegóricas para acercarse más a temas como el humanismo, lo social, lo emocional y lo metafísico. El 28 de julio de 1980, Rush se reunió con la banda de Toronto Max Webster para grabar "Battle Scar" que aparece en el disco Universal Juveniles. Durante una gira conjunta, ambas bandas se unían en el escenario para tocar la canción, que servía de transición entre la actuación de Max Webster y Rush, y de precalentamiento para Peart. Además, el letristas de Max Webster Pye Dubois ofreció a Rush una canción en la que había estado trabajando. La banda la aceptó y se convertiría, después del trabajo de Peart, en "Tom Sawyer".
La popularidad de Rush llegó a lo más alto con Moving Pictures (1981), una continuación de Permanent Waves, donde proporcionaron al público canciones más accesibles y comerciales de rock-pop progresivo que les ayudó a ganar en popularidad. La canción principal, "Tom Sawyer", es seguramente la más conocida de la banda, además de "Limelight" que también recibió una buena acogida de seguidores y de emisoras de radio. Moving Pictures fue el último álbum en tener una canción larga, "The Camera Eye", de diez minutos y medio. El tema contiene también varios sintetizadores, lo que daba pie a pensar que el estilo de la agrupación volvía a dar un giro. Moving Pictures llegó al puesto número tres de la lista Billboard 200 de álbumes y ha sido certificado cuádruple platino por la Recording Industry Association of America.
Siguiendo el éxito de Moving Pictures y sus otros cuatro álbumes, se lanzó su segundo álbum en directo Exit...Stage Left (1981), el cual muestra todo el período más progresivo de Rush con grabaciones en directo de las giras de Permanent Waves y de Moving Pictures. Al igual que con su primer álbum en directo, Exit...Stage Left, significó un punto de inflexión para un nuevo cambio en su sonido. Sufrieron un drástico cambio de estilo con el lanzamiento de Signals (1982).

### Irrupción del sintetizador: Segundo giro radical (1983–1989)
Los sintetizadores que tocaba Lee aparecieron en la música de la banda a finales de los años 1970, como se aprecia en canciones como "Countdown" o "Subdivisions" donde los teclados irrumpieron en las líneas melódicas abandonando el contrapunto de fondo. Estas canciones contienen líneas principales de sintetizador con acordes y solos de guitarra minimalistas. Otras adiciones instrumentales desconocidas hasta entonces aparecen en "Losing It", con la colaboración de Ben Mink tocando el violín eléctrico.
Signals también representó una drástica transformación en su estilo. El álbum contiene su único sencillo en entrar en el top 40 de Estados Unidos, "New World Man", mientras que otras canciones más experimentales como "Digital Man", "The Weapon" y "Chemistry" expandieron el uso del ska, el reggae o el funk. Aunque decidieron de forma consciente moverse en esta dirección, se sintieron poco satisfechos con el tratamiento que Terry Brown, su productor desde hacía tiempo, le dio a Signals y decidieron prescindir de él en 1983.
Para el siguiente álbum Grace Under Pressure (1984), siguieron el estilo y la producción de Signals. Fue Peart quién le puso el título, tomando prestadas las palabras que utilizó Ernest Hemingway para contestar a una pregunta de la bibliógrafa Dorothy Parker, para describir lo que pasó después de tomar la decisión de echar a Terry Brown. Contrataron al productor Steve Lillywhite, afamado por sus trabajos con Simple Minds y U2, para su producción, aunque en el último minuto, se echó atrás, a pesar del enfado de Lee, Lifeson y de Peart. Lee dijo que "Steve Lillywhite realmente no es un hombre de palabra....después de aceptar hacer nuestro álbum, recibió una oferta de Simple Minds, cambió de idea, y se marchó... dejándonos en una posición terrible". Finalmente contrataron a Peter Henderson para la coproducción y para que ejerciese de ingeniero de sonido.
Musicalmente, aunque el uso de los sintetizadores de Lee siguió siendo la piedra angular de la formación, su enfoque hacia las nuevas tecnologías, se vio complementada con la adaptación de las baterías y la percusión electrónica por parte de Peart. Las contribuciones de Lifeson se vieron ampliadas con respecto a su minimalista contribución en Signals. Aun así, muchas de sus texturas de guitarra se mantuvieron con acordes de reggae, funk y de new wave en canciones como "Distant Early Warning", "Red Lenses", "Red Sector A" y como "The Enemy Within".
Con el nuevo productor, Peter Collins, se lanzó Power Windows (1985) y Hold Your Fire (1987). La música de estos dos álbumes pone más énfasis y prominencia en el trabajo de múltiples capas del sintetizador de Lee. Aunque los seguidores y los críticos vieron el trabajo de guitarra de Lifeson menguado, su presencia seguía palpable en "The Big Money", (sencillo que entró en listas de ventas) con destellos en "Grand Designs", "Middletown Dreams" y en "Marathon". Lifeson, como muchos guitarristas de finales de los años 1980, experimentaba con procesadores que reducían su instrumento a acordes con reverberación y con finos punteos. Hold Your Fire representa una modesta extensión de su estilo guitarrístico de Power Windows, y, según el crítico de Allmusic, Eduardo Rivadavia, la culminación de esta época. Mientras que los cinco álbumes previos de Rush fueron platino o más, Hold Your Fire solo llegó a ser certificado oro en noviembre de 1987, aunque llegó al puesto número trece en la lista del Billboard 200.
En 1989 se lanzó el tercer álbum en directo y en formato vídeo, A Show of Hands, a través de Mercury después de las giras de Power Windows  y de Hold Your Fire, siendo una buena muestra de esta época de los años 1980. A Show of Hands fue bien recibido, aunque el crítico de la revista Rolling Stone Michael Azerrad, dijo que solo era "músculo musical", concediéndole una estrella y media, diciendo que sus seguidores veían a su power trio favorito como "La Santa Trinidad". No obstante, A Show of Hands superó la certificación de oro, llegando al número 21 de la lista del Billboard 200. Llegados a este punto, decidieron cambiar de discográfica, pasando de Mercury a Atlantic Records. Después de finalizar su contrato en 1989, Mercury lanzó un recopilatorio doble titulado Chronicles (1990).

### Vuelta a las raíces: Último giro radical (1989–1997)
Rush comenzó a desviarse de su estilo de los años 1980 con los álbumes Presto (1989) y Roll the Bones (1991), ambos producidos por el ingeniero y músico Rupert Hine. Estos dos álbumes ocultan el sonido saturado de teclados de producciones anteriores. Comenzando con el álbum Presto, se optó por unos arreglos más orientados a la guitarra que en sus dos previos álbumes de estudio. Aunque aún utilizaban sintetizadores en muchas de sus canciones, el instrumento dejó de ser el centro de sus composiciones. Siguiendo este estilo, Roll the Bones se enfocó básicamente en los tres instrumentos estándar del rock, dejando incluso menos lugar para los sintetizadores que su predecesor. Mientras que musicalmente los dos álbumes no se alejan mucho de un sonido pop rock, Rush siguió incorporando detalles de estilos musicales diversos. "Roll the Bones", por ejemplo, tiene elementos de funk y hip hop, mientras que la pista instrumental "Where's My Thing?" contiene varios elementos de jazz. Esta vuelta a la base de tres instrumentos ayudó a cimentar los pilares de lo que serían sus álbumes de mitad de los años 1990, mucho más orientados hacia el rock.
La transición de sintetizadores hacia arreglos instrumentales más orientadas a la guitarra y a la fórmula de rock común siguió con su álbum Counterparts (1993), y su continuación Test for Echo (1996). Musicalmente, Counterparts y Test For Echo son dos de los álbumes más orientados a la guitarra de Rush. Aunque la música en general no llega a ser rock progresivo, algunas canciones tienen un formato muy dinámico. Por ejemplo, "Time and Motion" contiene múltiples cambios de tempo y uso de teclados, mientras que el tema instrumental "Limbo", consiste en varios complejos pasajes musicales repetidos a lo largo del tema. Test For Echo tiene mucho del estilo de hard rock/alternativo del álbum previo. El estilo de tocar de Lifeson y Lee permanece casi igual; aunque, se aprecia una modificación en la técnica de Peart debido a su aprendizaje de jazz y swing con el instructor de batería Freddie Gruber entre Counterparts y Test For Echo. En octubre de 1996, promocionando Test For Echo, la banda se embarcó en una gira estadounidense, la primera sin teloneros, llamada "An Evening with Rush". La gira se llevó a cabo de 1996 a 1998.

### Retiro y posterior regreso (1998–2005)
Después de terminar la gira de promoción de Test for Echo en 1998, pararon durante cinco años debido en parte a las tragedias personales que vivió Peart. La muerte de su hija Selena en un accidente de coche en agosto de 1998 y la muerte de su esposa Jackie Taylor de cáncer en junio del año siguiente, provocó que Peart se retirara; entonces viajó en una motocicleta por Estados Unidos, recorriendo 88.000 km. En algún momento del viaje, Peart decidió volver y después escribió el libro Ghost Rider: Travels on the Healing Road como crónica de su viaje. En él cuenta cómo les dijo a sus compañeros en el funeral de Selena, "consideradme retirado". El 10 de noviembre de 1998 se lanzó un triple CD en directo llamado Different Stages, dedicado a la memoria de Selena y Jacqueline. Mezclado por Paul Northfield y con ingeniería de Terry Brown, contiene tres discos con grabaciones de las giras de Counterparts, Test for Echo y A Farewell to Kings, convirtiéndose en el cuarto álbum en directo de la banda.
Después de un tiempo de reflexión y de una visita al fotógrafo de la banda Andrew MacNaughtan en Los Ángeles, Peart conoció a la que sería su segunda esposa, la fotógrafa Carrie Nuttall, con quien se casó el 9 de septiembre de 2000. A comienzos de 2001 anunció a sus compañeros de banda que estaba preparado para volver. Con la ayuda del productor Paul Northfield, Rush volvió en mayo de 2002 con Vapor Trails, compuesto y grabado en Toronto. Para anunciar el regreso y llamar la atención de sus seguidores, salió al mercado el primer sencillo extraído del álbum, "One Little Victory", lleno de tempos rápidos de guitarra y batería. Vapor Trails es su primer álbum de estudio que no incluye ni un solo sintetizador, órgano o teclado desde principios de los años 1970. El álbum contiene mucha guitarra, aunque carece de solos de guitarra convencionales, una decisión tomada por Lifeson durante el proceso de composición. Según la banda, el proceso de creación de Vapor Trails fue muy exigente y llevó casi catorce meses completarlo, el álbum que más tiempo les llevó componer y producir. Recibió buenas críticas y dio lugar a la primera gira de la banda en seis años, incluyendo los primeros conciertos de la banda en el Foro Sol de la Ciudad de México ante más de 60.000 personas, y en Brasil, donde tocaron ante numeroso público.
En octubre de 2003 se lanzó un triple CD o DVD llamado Rush In Rio que incluye el último concierto íntegro de la gira Vapor Trails Tour, grabado en el Estadio Maracaná de Río de Janeiro, Brasil el 23 de noviembre de 2002. Para la celebración de su treinta aniversario lanzaron en junio de 2004 un EP llamado Feedback, grabado en los suburbios de Toronto y que contiene ocho covers de artistas como Cream, The Who y The Yardbirds, bandas que los miembros de Rush citan como inspiración. En el verano de 2004, Rush comenzó la gira 30th Anniversary Tour, tocando en Estados Unidos, Canadá, Reino Unido, Alemania, Italia, Suecia, República Checa y los Países Bajos. El 24 de septiembre de 2004 grabaron un concierto en el Festhalle de Fráncfort del Meno, Alemania, para un DVD llamado R30: Live in Frankfurt, lanzado el 22 de noviembre de 2005.

### Snakes & Arrows(2006–2009)

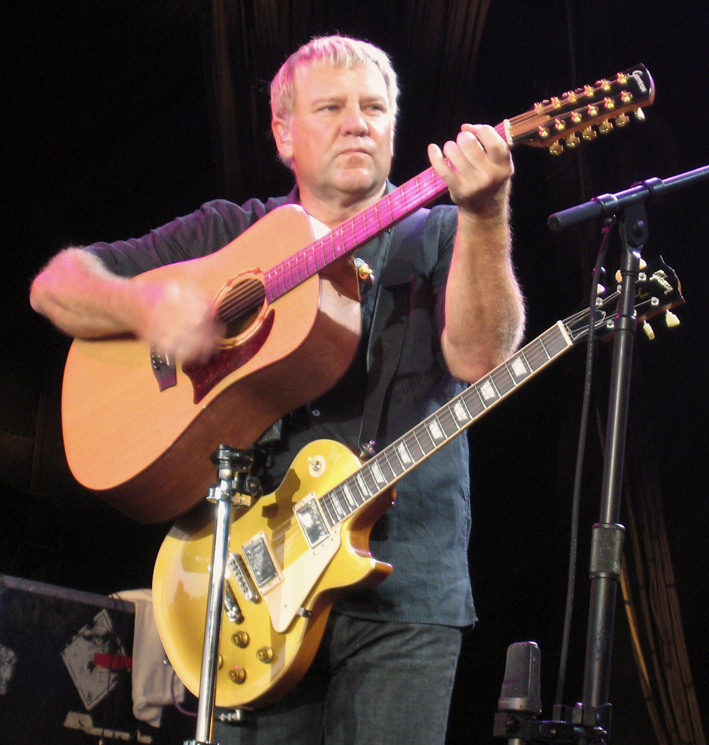
Alex Lifeson en 2007.

Durante las entrevistas promocionales del DVD R30 Live In Frankfurt, se reveló la intención de componer material nuevo a comienzos de 2006. En enero de 2006, mientras se encontraban en Toronto, Lifeson y Lee comenzaron el proceso de composición. Mientras tanto, Peart comenzó a escribir las letras en su residencia del sur de California. Para septiembre, Rush contrató al productor estadounidense Nick Raskulinecz para coproducir el álbum. La banda entró en los estudios Allaire, en Shokan, Nueva York en noviembre de ese mismo año para grabarlo, llevándoles cinco semanas de trabajo. Las sesiones de grabación terminaron en diciembre. El 14 de febrero de 2007 se anunció en su página web el título del nuevo álbum, Snakes & Arrows. El primer sencillo, llamado "Far Cry", fue lanzado en las emisoras de radio de Estados Unidos el 12 de marzo de 2007 y llegó al puesto número dos de la lista Mediabase Mainstream y de la Radio and Records Charts.
El sitio web de Rush, rediseñado el 12 de marzo para apoyar el álbum, también anunció que comenzarían una gira ese verano de 2007. Snakes & Arrows se lanzó el 1 de mayo de 2007 en Estados Unidos, debutando en el puesto número tres de la lista Billboard 200 con unas 93.000 copias vendidas en su primera semana. Para coincidir con la época de huracanes del Océano Atlántico, se lanzó la canción "Spindrift" como segundo sencillo del álbum, el 1 de junio de 2007, mientras que "The Larger Bowl (A Pantoum)" se lanzó como sencillo el 25 de junio del mismo año. "The Larger Bowl" entró en el top veinte de la lista Mainstream Rock y Media Base Mainstream, aunque "Spindrift" no llegó a entrar en ninguna lista comercial de importancia. La gira Snakes And Arrows Tour de apoyo del álbum comenzó el 13 de junio de 2007 en Atlanta, Georgia, concluyendo el 29 de octubre de 2007 en el Hartwall Arena de Helsinki, Finlandia.
La parte de la gira de 2008 dio comienzo el 11 de abril en San Juan, Puerto Rico en el José Miguel Agrelot Coliseum, y terminó el 24 de julio de 2008 en Noblesville, Indiana en el Verizon Wireless Music Center. El 15 de abril, se lanzó un doble álbum en directo que documenta la primera parte de la gira, Snakes & Arrows Live. Las mismas actuaciones filmadas para el Snakes & Arrows Live el 16 y 17 de octubre en el Ahoy Arena de Róterdam, Países Bajos, fueron lanzados el 24 de noviembre en DVD y Blu-Ray. El vídeo también incluye metraje extraído de la segunda parte de la gira en 2008, grabado en el Verizon Wireless Amphitheater de Atlanta.
Cuando se acercaba al final de la gira de Snakes & Arrows, anunciaron su primera aparición televisiva en Estados Unidos desde hacía treinta años. Stephen Colbert les entrevistó y tocaron "Tom Sawyer" en el programa The Colbert Report el 16 de julio de 2008. También hicieron una aparición en la película de comedia I Love You, Man.

### Clockwork Angelsand Time Machine Tour (2009–2014)
El 16 de febrero de 2009, Lifeson comentó que la banda iba a comenzar a trabajar en un nuevo disco a finales de ese mismo año, nuevamente con el productor Nick Raskulinecz. El 19 de marzo de 2010, CBC colgó una entrevista con Lee y Lifeson donde hablaron de su inclusión en el Canadian Songwriters Hall of Fame el 28 de marzo de 2010, en el Toronto Centre for the Arts. Se les reconoció por las canciones "Limelight", "Closer to the Heart", "The Spirit of Radio", "Tom Sawyer" y "Subdivisions". Además de comentar sobre esto, Lee y Lifeson hablaron sobre el futuro. Durante la entrevista, Lee dijo "... Hace un mes y medio no teníamos canciones. Ahora hemos estado componiendo y tenemos unas seis que nos encantan...". El 26 de marzo de 2010, en una entrevista para The Globe and Mail, Lifeson reconfirmó que tenían media docena de canciones nuevas y que tenían planeado dos giras, una en verano de 2010 y otra para el verano del año siguiente. En el momento habló de primavera de 2011 para el lanzamiento del nuevo disco. Poco después, Peart confirmó que nuevamente sería el coproudctor Nick Raskulinecz.
En abril de 2010, Rush entró en los Blackbird Studios de Nashville junto a Raskulinecz para grabar "Caravan" y "BU2B", dos nuevas canciones para el disco Clockwork Angels. La mezcla corrió a cargo del ingeniero Richard Chycki en Sound Kitchen en Franklin, Tennessee. "Caravan" comenzó a sonar el 1 de junio en las emisoras de radio y a través de descarga digital junto a "BU2B". El 8 de abril, tanto el sitio web de la banda como PR Newswire anunciaron que la banda iba a comenzar la gira Time Machine Tour. La primera parte de la gira comenzó el 29 de junio en Albuquerque, Nuevo México y terminó el 17 de octubre en Santiago, Chile. Durante la gira tocaron el álbum Moving Pictures al completo, además de "Caravan" y "BU2B". Se pensó que Rush volverían al estudio después de completar el Time Machine Tour para publicar Clockwork Angels en 2011. Sin embargo, Rush anunció el 19 de noviembre que iban a prolongar el Time Machine Tour; la segunda parte de la gira comenzó el 30 de marzo de 2011 en Fort Lauderdale y concluyó el 2 de julio de 2011 en George, Washington. El 8 de noviembre de 2011, publicaron Time Machine 2011: Live in Cleveland, un concierto que se editó en DVD, Blu-ray y doble CD del concierto del 15 de abril de 2011 en el Quicken Loans Arena de Cleveland, Ohio. Rush entró en los estudios Revolution Recording de Toronto, Ontario, poco después de terminar la gira, para finalizar la grabación de Clockwork Angels. El segundo sencillo, "Headlong Flight", se lanzó el 19 de abril de 2012.
Clockwork Angels se publicó en Estados Unidos y Canadá el 12 de junio de 2012 y comenzaron una gira de promoción poco después. El 31 de agosto de 2011, Rush cambiaron su distribuidora estadounidense Atlantic Records y se pasaron a la subsidiaria de Warner Brothers, Roadrunner Records. No obstante, Anthem/Universal Music sigue distribuyendo sus lanzamientos en Canadá. Durante la gira europea de Clockwork Angels Tour, el 8 de junio de 2013la banda hizo su primera actuación en un festival en treinta años, encabezando el Sweden Rock Festival. Se grabaron las actuaciones del 25 de noviembre en Phoenix y del 28 de noviembre en Dallas, que dieron como resultado un CD/DVD/Blu-ray en directo, publicado el 19 de noviembre de 2013.
El 18 de noviembre de 2013 el guiarrista Alex Lifeson comentó que la banda iba a tomarse un año de descanso después de la gira mundial de presentación de Clockwork Angels. En septiembre de 2014 se anunció la publicación de la caja recopilatoria R40, que conmemora el cuadragésimo aniversario del lanzamiento de su disco homónimo. La caja incluye cinco álbumes en directo inéditos, además de metraje también inédito que abarca buena parte de la carrera de la banda.

### Giras mundiales, separación y fallecimiento de Neil (2015–2020)
El 29 de abril de 2015, Alex Lifeson declaró en una entrevista que R40 podría ser la última gira de Rush a gran escala debido a su artritis psoriásica y la tendinitis crónica de Peart. Señaló que no necesariamente significaba el final de la banda, lo que sugería la posibilidad de giras más pequeñas y actuaciones limitadas. También dijo que le gustaría trabajar en bandas sonoras con Geddy Lee. El 7 de diciembre de 2015, Peart declaró en una entrevista que se jubilaría. Al día siguiente, Lee insistió en que las observaciones de Peart habían sido sacadas de contexto, y sugirió que estaba "simplemente tomando un descanso". Lifeson confirmó en 2016 que la gira R40 fue la última gira a gran escala de la banda.El último documental de la banda, Time Stand Still, se anunció en noviembre de 2016.
El 19 de enero de 2018, Lifeson dijo: "No tenemos planes de hacer una gira o grabar más. Básicamente estamos listos. Después de 41 años, sentimos que fue suficiente".
Neil Peart falleció el 7 de enero de 2020, a consecuencia de un glioblastoma (tipo de tumor cerebral) a los 67 años. La noticia se hizo pública tres días más tarde. Un año después, Lee le confirmó a Rolling Stone que Rush había "terminado" y expresó la imposibilidad de que la banda continuara sin Peart: "Eso se acabó, ¿no? Eso se acabó. Todavía estoy muy orgulloso de lo que hicimos. No sé lo que haré de nuevo en la música. Y estoy seguro de que Al no lo hará, ya sea que estén juntos, separados o lo que sea. Pero la música de Rush siempre es parte de nosotros. Y nunca dudaría en tocar una de esas canciones en el contexto correcto. Pero al mismo tiempo, debes respetar lo que hicimos los tres con Neil juntos".En una entrevista de enero de 2021 con Make Weird Music, Lifeson reveló que él y Lee estaban en conversaciones trabajar juntos en nueva música: "Ambos estamos ansiosos por volver a estar juntos y volver a eso que hemos hecho desde que teníamos 14 años y que nos encanta hacer. Y trabajamos muy, muy bien juntos. Así que veremos qué pasa con eso".
En septiembre de 2022, Lee y Lifeson se presentaron en el concierto tributo a Taylor Hawkins en el Estadio de Wembley.

## Estilo musical e influencias
El estilo musical de Rush ha cambiado mucho a lo largo de los años. Su álbum debut está fuertemente influido por el blues rock británico: una amalgama de sonidos y estilos de bandas como Cream, Led Zeppelin y Deep Purple. En los primeros álbumes su estilo era básicamente hard rock, con influencias de The Who y Led Zeppelin, y comenzaba a estar influida por el movimiento de rock progresivo británico de la época. En el auge del rock progresivo, Rush compuso canciones largas con tempos irregulares y diversas combinado con letras inspiradas en la ciencia ficción y la fantasía; aunque no bajaron la intensidad de su sonido. Esta fusión de hard rock y rock progresivo continuó hasta finales de los años 1970. En los años 1980 fusionaron su sonido con la moda de la época, experimentando con el new wave, el reggae y el pop rock. Este período incluyó el uso de gran diversidad de instrumentos como sintetizadores, secuenciadores y percusión electrónica. Con la llegada de los años 1990 y con su sonido aún intacto, la banda transformó nuevamente su estilo para acoplarse al movimiento del rock alternativo del momento. En el nuevo milenio han regresado a sus raíces de hard rock, aunque con producciones de rock progresivo.

## Reputación

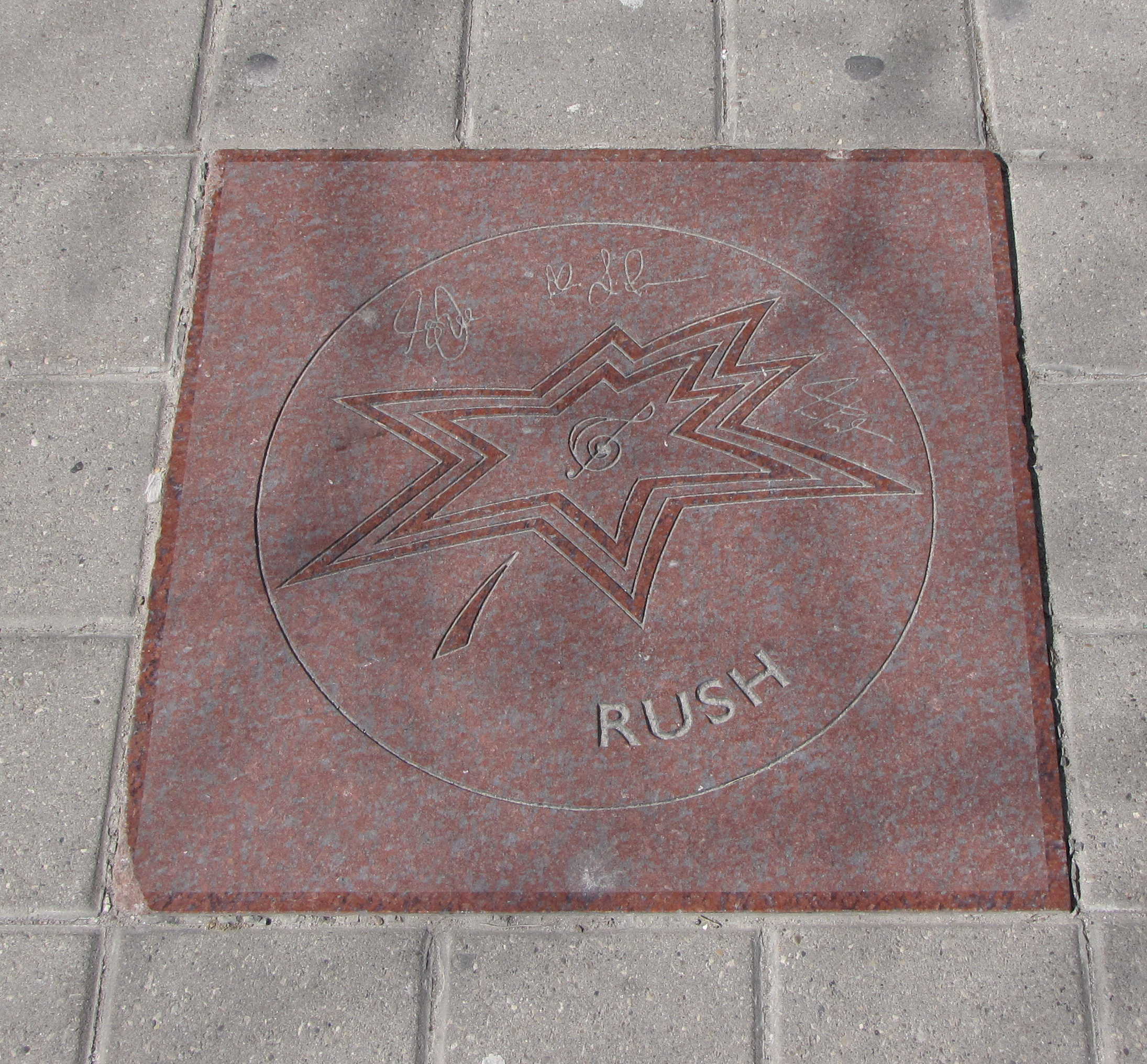
Estrella que posee Rush en el Paseo de la Fama del Canadá.

Sus cuarenta años de actividad musical les han dado la posibilidad de diversificar su estilo a lo largo de su carrera. Como muchas bandas conocidas por su experimentación, dichos cambios han originado inevitables diferencias entre crítica y seguidores. La gran mayoría de su música ha incluido usualmente instrumentación sintética de una u otra forma, siendo amplia fuente de controversia, sobre todo la fuerte dependencia de sintetizadores y teclados en los años 1980, visible en los álbumes Grace Under Pressure, Power Windows y Hold Your Fire.
Los miembros del grupo han dicho que la gente "los adoran o los odian", teniendo grandes detractores y una base de seguidores fieles. En julio de 2008, la revista Rolling Stone comentó que "los seguidores de Rush son los Trekkies/trekkers del rock". Desde la posibilidad que tuvieron en 1998, no ha sido nominada para entrar en el Salón de la Fama del Rock and Roll de Estados Unidos. La negativa a incluirles puede ser una consecuencia de su insistencia en apartarse del orden establecido a la hora de promocionarse, en favor de mantener su independencia como banda.
En 2013 finalmente fueron introducidos al Salón de la fama del rock n roll.
Sus seguidores mencionan logros como su longevidad, su competencia e influencia, además de sus ventas comerciales y certificaciones RIAA. No obstante, Lifeson ha expresado su indiferencia diciendo "me importa un bledo, mira quiénes están nominados, es una broma". De todas formas, Rush se ha ganado un reconocimiento en la cultura popular.
Como banda, ha sido nominada y ha recibido varios premios a lo largo de su carrera. Al igual que sus miembros de forma individual han conseguido reconocimiento por varias revistas de música especializadas, por sus habilidades como instrumentistas.

### Geddy Lee

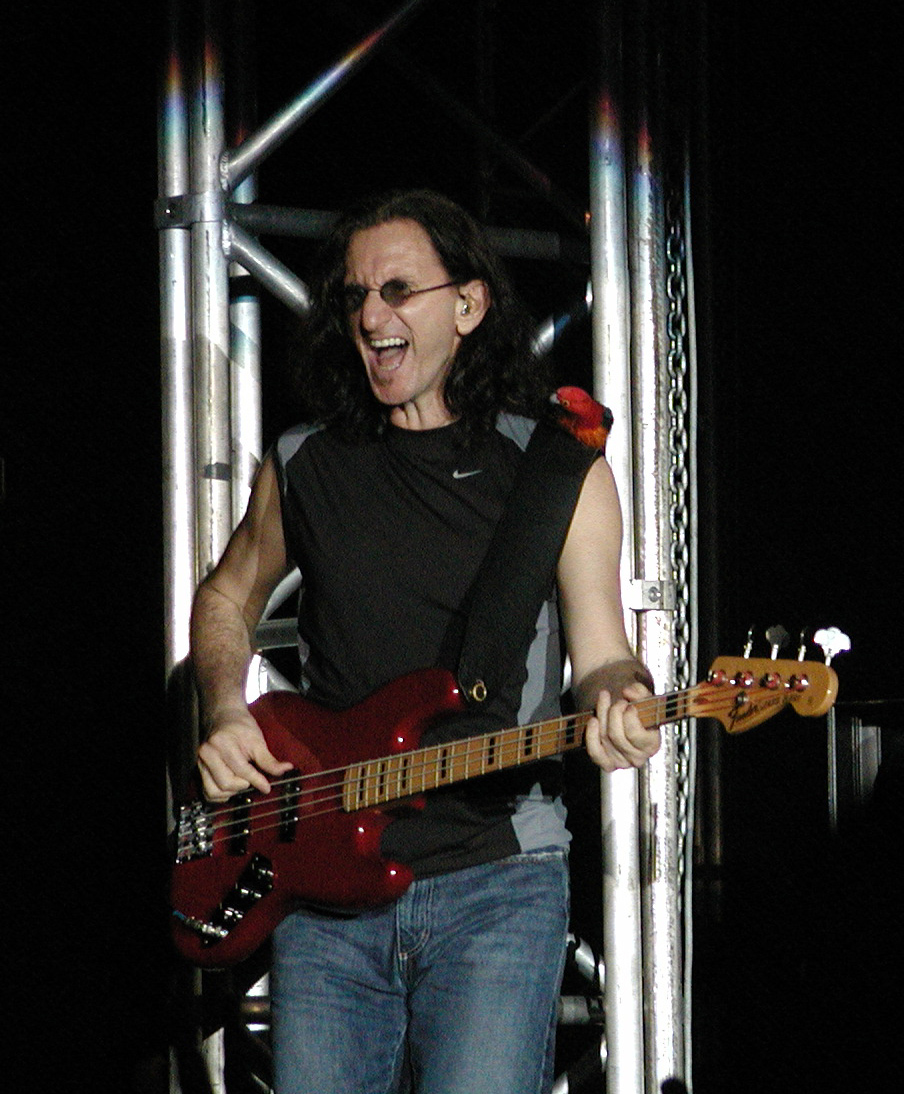
Geddy Lee en Milán, Italia, con Rush en 2004.

El alto registro vocal de Geddy Lee, ha sido siempre una de las firmas del grupo; y a veces un foco para las críticas, especialmente durante los primeros años de su carrera, cuando su voz era aguda, con gran similitud con otros vocalistas de la época como Robert Plant de Led Zeppelin. Aunque su voz se ha suavizado con los años, a menudo es descrito como un "gemido". Sus habilidades instrumentales, por otro lado, rara vez han sido criticadas. Su estilo, técnica y habilidad tocando el bajo, han sido una influencia para el rock y el heavy metal, inspirando a músicos como Steve Harris de Iron Maiden, John Myung de Dream Theater, Les Claypool de Primus y Cliff Burton de Metallica entre otros. Además, es reconocido por su habilidad para tocar varios instrumentos de forma simultánea. Hecho que muestra en sus actuaciones en directo, donde toca el bajo, canta, toca el teclado y usa un pedal MIDI, como en "Tom Sawyer". Debido a esto, ha de quedarse estático en un sitio mientras se tocan las canciones de compleja instrumentación.

### Alex Lifeson

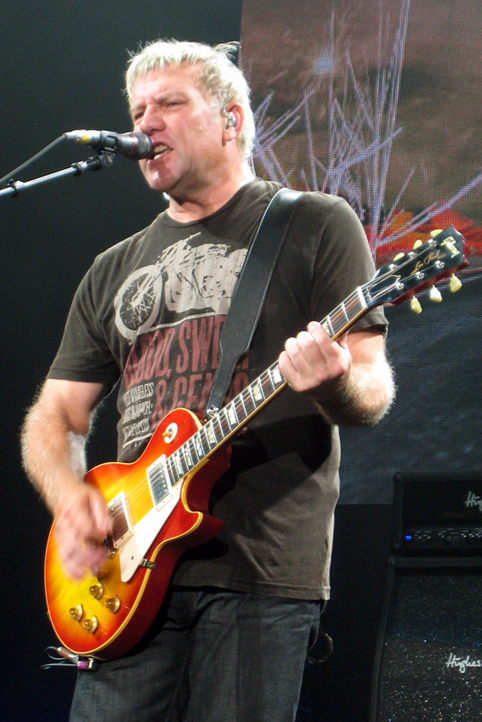
Alex Lifeson en 2007.

Lo más destacado de Lifeson como guitarrista son sus riffs, efectos electrónicos y procesados, sus estructuras de cuerda poco ortodoxas, el manejo de acordes y el uso de un copioso arsenal de equipamiento a lo largo de los años. A pesar de estas consideraciones, a menudo equivocadamente parece quedar relegado tras los otros miembros debido a las habilidades multiinstrumentales de Lee y el estatus como baterista de Peart.
Durante su adolescencia fue influido por Jimi Hendrix, Pete Townshend, Jeff Beck, Eric Clapton y Jimmy Page. Por versatilidad, Lifeson incorporó guitarras españolas, clásicas o mandolinas al sonido enfocado a la guitarra de la banda en la década de los años 1970. En los años 1980 la guitarra se relevó a un segundo plano, debido a los teclados, mientras que a partir de los años 1990 la guitarra de Lifeson volvió a liderar la banda, especialmente en el álbum Vapor Trails. En las actuaciones en vivo, utiliza muchos efectos, procesadores y sintetizadores, además de hacer coros.

### Neil Peart
Peart fue comúnmente reconocido por los seguidores, críticos y músicos contemporáneos como uno de los mejores bateristas de rock de todos los tiempos. Además, se le reconoce como uno de los que mejor utiliza los solos de batería en los conciertos. Inspirado inicialmente por Keith Moon, Peart absorbió la influencia de otros bateristas de rock de las décadas de 1960 y 1970 como Ginger Baker, Carmine Appice y John Bonham. La incorporación de instrumentos inusuales (para baterías de la época) como cencerros, glockenspiel y campanas tubulares, junto a los elementos estándar de una batería, le ayudó a crear un estilo variado. Las baterías de Peart, constantemente remodeladas hasta hoy, le ofrecen una enorme variedad de sonidos. Durante dos décadas, Peart perfeccionó su técnica; cada nuevo álbum de Rush introducía nuevos elementos de percusión. En los años 1990 reinventó su estilo junto al profesor de batería Freddie Gruber.
Peart es también el letrista principal de la agrupación, gustando a lo largo de los años por su ecléctico estilo. Conocido por escribir suites conceptuales y canciones inspiradas en la literatura, las opiniones de los seguidores de la banda varían, entre cerebrales e intuitivas a pretenciosas y sermoneantes. En los primeros años de la formación, las letras de Peart eran básicamente sobre fantasía y ciencia ficción, aunque a partir de los años 1980 comenzó a enfocarse más en temas sociales, emocionales y humanitarios. Las letras de Peart siguen creando división de opiniones. Por ejemplo, en 2007, se le situó en el puesto número dos de la lista de los 40 peores letristas del rock de la revista Blender.
Neil Peart, falleció el 7 de enero de 2020 a los 67 años en Santa Mónica, California, a causa de un tumor cerebral (glioblastoma), batalla que libró durante tres años y que no había informado a sus fanáticos por una decisión personal.
Neil había anunciado en 2015 que se retiraba de la formación de Rush, posteriormente a que, en 2013, el trío fuera incluido en el Salón de la Fama del Rock and Roll.

## Ventas y certificaciones
A lo largo de su carrera, ha obtenido 24 discos de oro y 14 de platino (tres de los cuales han sido multiplatino), situándolos entre las cuatro bandas de rock que más álbumes de oro han recibido de forma consecutiva. Está en el puesto número 78 de ventas de Estados Unidos según la RIAA con más de 25 millones de copias vendidas. Las ventas totales a nivel mundial son de aproximadamente cuarenta millones de copias.
Después de haber estado cinco años retirados (su álbum anterior al retiro Test for Echo fue certificado oro y llegó al puesto número cinco en el Billboard 200) han sido relegados casi exclusivamente a las emisoras de radio de rock clásico en Estados Unidos. Su regreso del retiro con el álbum Vapor Trails llegó al número seis del Billboard 200 en su primera semana de lanzamiento en 2002, con más de 108.000 copias vendidas, habiendo vendido aproximadamente 343.000 unidades hasta la fecha. La gira de promoción de Vapor Trails recaudó más de 24 millones de dólares y ha sido su gira más multitudinaria hasta la fecha; por ejemplo, 60.000 seguidores en São Paulo, Brasil.
No obstante, su triple CD en directo de 2003, Rush in Rio, fue certificado oro por la RIAA, siendo la cuarta década en la que había conseguido un álbum certificado como mínimo oro. Además, en 2004, Feedback entró en el top 20 de la lista del Billboard 200 y recibió bastante radiodifusión. Su álbum más reciente, Snakes & Arrows, debutó en el puesto número tres (solo una posición por debajo del puesto más alto conseguido con su álbum de 1993, Counterparts) en el Billboard 200 vendiendo aproximadamente 93.000 copias en su primera semana de lanzamiento. Esto supone su decimotercer álbum de estudio en llegar al top 20 y el vigesimoséptimo en aparecer en la lista a lo largo de su carrera. Además, debutó en el puesto número uno del Billboard Top Rock Albums, igual que en la lista de Top Internet Albums, cuando se lanzó en formato MVI al mes siguiente.
Las dos giras consecutivas de apoyo de Snakes & Arrows en 2007 y 2008, recaudaron 21 millones y 18,3 millones de dólares, respectivamente, convirtiéndolos en el número seis y ocho en recaudación de ventas de entradas esos veranos.

## La banda en directo
El equipo comparte una fuerte ética de trabajo, con el deseo de recrear las canciones de sus álbumes de la forma más fiel posible en sus actuaciones en directo. Para ello, a finales de los años 1980, incluyó en su equipo de directo un rack de efectos digitales en tiempo real, para reproducir los sonidos que aparecen en sus versiones de estudio y que no se pueden conseguir en directo con instrumentos tradicionales.
En sus actuaciones en vivo, los tres músicos comparten la obligación del empleo de samplers a través de MIDI. Gracias a esta tecnología, el grupo es capaz de presentar sus arreglos en directo con la complejidad y fidelidad que aparecen en sus álbumes, sin tener que recurrir a grabaciones alternativas u otros músicos en el escenario. Este método de samplers es claramente visible en sus directos, y más específicamente en su DVD de 2005 R30: 30th Anniversary World Tour.
Un clásico en sus conciertos es el solo de batería de Peart, que se compone de una serie de rutinas coincidentes y una serie de improvisaciones, cambiando en cada gira. Desde mediados de los años 1980, ha usado módulos de sonido MIDI para lanzar samplers de instrumentos de percusión, que de otra manera ocuparían mucho espacio, como marimbas, arpas, temple blocks, triángulos, glockenspiel, campanas o vibraslap, entre otros.

## Filantropía
Rush participa de forma activa con varias causas benéficas. Fue una de las bandas que tocó en el Molson Canadian Rocks for Toronto, también llamado SARStock, en el Downsview Park de Toronto el 30 de julio de 2003, con una asistencia de más de medio millón de personas. El concierto fue para recaudar dinero tras la epidemia de SARS del año anterior. También ha defendido en numerosas ocasiones los derechos humanos, donando cien mil dólares, después de un concierto en Winnipeg, el 24 de mayo de 2008. Rush continúa vendiendo camisetas y donando lo recaudado para el museo canadiense de derechos humanos.
De forma individual también han tomado parte en acciones de filantropía. Lifeson ha supervisado y utilizado amplificadores Hughes & Kettner durante años. Supervisó la creación de un amplificador del cual se donan cincuenta dólares a UNICEF por cada unidad vendida.
Aparecen en el álbum Songs for Tibet, junto a otros famosos en apoyo de la causa del Tíbet y el actual dalái lama Tenzin Gyatso, el cual puede descargarse en iTunes desde el 5 de agosto de 2008 y también puede adquirirse en formato CD.

## Miembros

### Última alineación
- Alex Lifeson – guitarras (6 y 12 cuerdas), mandolina, Bouzouki, coros, pedales de bajo y sintetizador, teclados adicionales (agosto de 1968 - 2018)
- Geddy Lee – bajo, voz, teclados, sintetizadores, melotrón, pedales de bajo y sintetizador, guitarra adicional (septiembre de 1968 - mayo de 1969, julio de 1969 - 2018)
- Neil Peart – batería y percusión acústica y electrónica, letras (julio de 1974 - 2018, murió en 2020)

### Músicos que pertenecieron a la banda
Formaron parte de la banda entre 1968 y 1974:
- John Rutsey – batería, percusión, coros (agosto de 1968 – julio de 1974, murió en 2008)
- Jeff Jones – bajo, voz (agosto de 1968 – septiembre de 1968)
- Lindy Young – teclados, guitarra, coros, voz, percusión, armónica (enero de 1969 – junio de 1969)
- Joe Perna – bajo, voz (mayo de 1969 – julio de 1969)
- Bob Vopni – guitarra, coros (junio de 1969 – julio de 1969)
- Mitchell Bossi – guitarra, coros (febrero de 1971 – mayo de 1971)

## Discografía

### Álbumes de estudio
- Rush (1974)
- Fly by Night (1975)
- Caress of Steel (1975)
- 2112 (1976)
- A Farewell to Kings (1977)
- Hemispheres (1978)
- Permanent Waves (1980)
- Moving Pictures (1981)
- Signals (1982)
- Grace Under Pressure (1984)
- Power Windows (1985)
- Hold Your Fire (1987)
- Presto (1989)
- Roll the Bones (1991)
- Counterparts (1993)
- Test for Echo (1996)
- Vapor Trails (2002)
- Feedback (2004)
- Snakes & Arrows (2007)
- Clockwork Angels (2012)

### Álbumes en vivo
- All the World's a Stage (septiembre 1976)
- Exit...Stage Left (octubre 1981)
- A Show of Hands (diciembre 1988)
- Different Stages (noviembre 1998)
- Rush In Rio (octubre 2003)
- R30: 30th Anniversary World Tour (noviembre 2005)
- Snakes & Arrows Live (abril 2008)
- Time Machine 2011: Live in Cleveland (noviembre 2011)
- Clockwork Angels Tour (noviembre 2013
- R40 Live (junio 2011)

### Compilaciones
- Archives (avril 1978)
- Rush Through Time (solo para Europa y México) (abril 1978)
- Chronicles (septiembre 1990)
- Retrospective I (1974-1980) (mayo 1997)
- Retrospective II (1981-1987) (junio 1997)
- The Spirit of Radio: Greatest Hits 1974-1987 (febrero 2003)
- Gold (abril 2006)
- Retrospective III (1989-2008) (marzo 2009)
- Working Men (noviembre 2009)
- Time Stand Still: The Collection (marzo 2010)
- Sectors (Boitier) (noviembre 2011)

## Discografía
Desde 1974 a 2012 han editado 20 álbumes de estudio, nueve álbumes en directo y ocho álbumes recopilatorios. En Estados Unidos los álbumes con más ventas son 2112 editado en el año 1976 y que ha vendido tres millones de copias, Moving Pictures  de 1981 con cuatro millones de copias vendidas y el recopilatorio Chronicles de 1990 con dos millones de álbumes vendidos.

### Álbumes de estudio
| 1974 | Rush                 | Mercury Records    | Oro              |
| 1975 | Fly by Night         | Mercury Records    | Platino          |
| 1975 | Caress of Steel      | Mercury Records    | Oro              |
| 1976 | 2112                 | Mercury Records    | 3× Multi Platino |
| 1977 | A Farewell to Kings  | Mercury Records    | Platino          |
| 1978 | Hemispheres          | Mercury Records    | Platino          |
| 1980 | Permanent Waves      | Mercury Records    | Platino          |
| 1981 | Moving Pictures      | Mercury Records    | 4× Multi Platino |
| 1982 | Signals              | Mercury Records    | Platino          |
| 1984 | Grace Under Pressure | Mercury Records    | Platino          |
| 1985 | Power Windows        | Mercury Records    | Platino          |
| 1987 | Hold Your Fire       | Mercury Records    | Oro              |
| 1989 | Presto               | Atlantic Records   | Oro              |
| 1991 | Roll the Bones       | Atlantic Records   | Platino          |
| 1993 | Counterparts         | Atlantic Records   | Oro              |
| 1996 | Test for Echo        | Atlantic Records   | Oro              |
| 2002 | Vapor Trails         | Atlantic Records   | —                |
| 2007 | Snakes & Arrows      | Atlantic Records   | —                |
| 2012 | Clockwork Angels     | Roadrunner Records | —                |

## Premios y nominaciones
Entre los numerosos premios y nominaciones que ha recibido destacan los siguientes:
| Año           | Premio o nominación                                       | Grabación                                                               | Notas                                                                                     |
| ------------- | --------------------------------------------------------- | ----------------------------------------------------------------------- | ----------------------------------------------------------------------------------------- |
| 1975          | Premio Juno                                               |                                                                         | Banda más prometedora del año                                                             |
| 1978          | Premio Juno                                               |                                                                         | Banda del año                                                                             |
| 1979          | Premio Juno                                               |                                                                         | Banda del año                                                                             |
| 1981          | Nominación Grammy a Mejor actuación de rock instrumental  | "YYZ"                                                                   | Ganador "Behind My Camel" de The Police                                                   |
| 1991          | Premio Juno                                               |                                                                         | Mejor álbum de hard rock/metal (Presto)                                                   |
| 1992          | Premio Juno                                               |                                                                         | Álbum de hard rock del año (Roll the Bones)                                               |
| 1992          | Nominación Grammy a Mejor actuación de rock instrumental  | "Where's My Thing?"                                                     | Ganador "Cliffs of Dover" de Eric Johnson                                                 |
| Marzo de 1994 | Inclusión en el Salón de la Fama de Canadá                |                                                                         |                                                                                           |
| 1995          | Nominación Grammy a Mejor actuación de rock instrumental  | "Leave That Thing Alone"                                                | Ganador "Marooned" de Pink Floyd                                                          |
| 2004          | Premio Juno                                               |                                                                         | DVD de música del año (Rush in Rio)                                                       |
| 2004          | Nominación Grammy a Mejor actuación de rock instrumental  | "O Baterista" de Rush In Rio                                            | Ganador "Mrs. O'Leary's Cow" de Brian Wilson                                              |
| 2008          | Nominación Grammy a Mejor actuación de rock instrumental  | "Malignant Narcissism" de Snakes & Arrows                               | Ganador "Once Upon a Time in the West" de Bruce Springsteen                               |
| 2009          | Nominación Grammy a Mejor actuación de rock instrumental  | "Hope (Live For The Art Of Peace)" de Songs for Tibet: The Art of Peace | Ganador "Peaches in Regalia" de Zappa Plays Zappa (con Steve Vai y Napoleon Murphy Brock) |
| 2010          | Premios Marshall Classic Rock Roll of Honor               |                                                                         | Premio Leyenda viviente                                                                   |
| 2011          | Nominación Grammy al mejor video musical de formato largo | Rush: Beyond The Lighted Stage                                          | Ganador When You're Strange de The Doors                                                  |